# Tranås AIF Hockey
Tranås AIF Hockey, ishockeyklubb i Tranås kommun som f.n. spelar i Hockeyettan. Säsongerna 1999/2000 till 2002/2003 spelade man i Allsvenskan. År 2000 spelade TAIF i Superallsvenskan och var nära att få spela playoff till Elitserien. Man hade då Torgny Bendelin som tränare och spelare som Stefan Liv, Jonas Fransson, Johan Franzén och Johan "Liket" Lindström i laget. Föreningen fyllde 100 år 2005.

## Historia
1946 bildades hockeysektionen inom Tranås AIF. Året efter deltog man för första gången i seriespel. TAIF blev tvåa efter Nässjö IF och fick kvala till spel i div II. Den 17 november 1958 invigdes Tranås första konstfrusna isbana. Det var Smålands första konstfrusna och den 13:e i Sverige. 1959 blir en färgstark kanadensare, Curley Leechman, tränare i TAIF. Han leder hockeylaget till stora framgångar och till säsongen 1961/1962 kvalificerar sig föreningen för Allsvenskan - på den tiden högsta serien i Sverige. Avgörande kvalmatchen spelades den 24 februari mot Taberg inför inte mindre än 7000 åskådare (fortfarande publikrekord) på Ängaryds IP. TAIF vann med 4-3 efter mål av Anders Asplund 2, Gunnar "Nilas" Brundin och Bo Sjögren. Föreningens kanske största hockeyhändelse hittills. Sejouren i allsvenskan blev ettårig. 
1978 står ishallen färdig. En enorm frivilliginsats och ett gott samarbete med kommunen och många företag gav TAIF möjligheter att "komma inomhus". Första matchen i ishallen spelades mellan TAIF och Örebro den 30 september 1978. 
Den mest kända spelaren från Tranås AIF är utan tvekan Magnus Svensson som är fostrad i Tranås, men som spelade större delen av sin karriär i Leksands IF. Magnus har vunnit både OS och VM, och fick också med Tre Kronor Svenska Dagbladets guldmedalj 1987. Andra meriterade spelare med ursprung i Tranås AIF är Jonas Fransson och Daniel Josefsson.
1992 blir Tranås AIF Hockey en egen klubb när idrotterna i Tranås AIF delas upp i separata klubbar.

## Säsonger
Tranås började tidigt med ishockey och var redan 1947 klara för Division II och med några enstaka säsongers undantag blev man kvar i divisionen till 1974. Sex gånger vann man sin grupp och sista gången lyckades man dessutom som första småländska lag i kvalet till Division I. Där blev sejouren kort och redan efter ett år var man tillbaka i andradivisionen.
| Säsong    | Division                         | Placering | Kval                                           |
| --------- | -------------------------------- | --------- | ---------------------------------------------- |
| 1947/1948 | Division II Södra                | 6         | nerflyttade                                    |
| 1948/1949 | Division III Mellansvenska Östra | 1         | Kval: Besegrar IFK Växjö, uppflyttade          |
| 1949/1950 | Division II Södra B              | 1         | Kval: Utslagna av IFK Norrköping               |
| 1950/1951 | Division II Södra B              | 2         |                                                |
| 1951/1952 | Division II Södra A              | 5         | nerflyttade                                    |
| 1952/1953 | Division III Mellansvenska Östra | 1         | 2:a i kvalspelet, uppflyttade                  |
| 1953/1954 | Division II Södra A              | 4         |                                                |
| 1954/1955 | Division II Södra A              | 4         |                                                |
| 1955/1956 | Division II Södra A              | 1         | Kval: Förlorar mot Västerås och Wifsta/Östrand |
| 1956/1957 | Division II Södra A              | 1         | 4:a i kvalserien                               |
| 1957/1958 | Division II Södra A              | 2         |                                                |
| 1958/1959 | Division II Södra A              | 1         | 3:a i kvalserien                               |
| 1959/1960 | Division II Södra A              | 1         | 3:a i kvalserien                               |
| 1960/1961 | Division II Södra A              | 1         | 2:a i kvalserien, uppflyttade                  |
| 1961/1962 | Division I Södra                 | 8         | 8:a i kvalificeringsserien, nerflyttade        |
| 1962/1963 | Division II Södra A              | 2         |                                                |
| 1963/1964 | Division II Södra A              | 8         |                                                |
| 1964/1965 | Division II Södra A              | 5         |                                                |
| 1965/1966 | Division II Södra A              | 3         |                                                |
| 1966/1967 | Division II Södra A              | 2         |                                                |
| 1967/1968 | Division II Södra A              | 3         |                                                |
| 1968/1969 | Division II Södra A              | 2         |                                                |
| 1969/1970 | Division II Södra A              | 4         |                                                |
| 1970/1971 | Division II Södra A              | 6         |                                                |
| 1971/1972 | Division II Södra A              | 8         |                                                |
| 1972/1973 | Division II Södra A              | 7         |                                                |
| 1973/1974 | Division II Södra A              | 9         | nerflyttade                                    |

Efter nedflyttningen blev Tranås kvar i de lägre divisionerna, endast två gånger lyckades man ta sig upp i andradivisionen igen och båda gångerna slutade man sist och flyttades tillbaka ner igen.
| Säsong                               | Division         | Placering | Upp/nerflyttning |
| ------------------------------------ | ---------------- | --------- | ---------------- |
| 1976/1977                            | Division I Södra | 12        | nerflyttade      |
| 1977–1980 spelade man i Division II. |                  |           |                  |
| 1980/1981                            | Division I Södra | 10        | nerflyttade      |

Det följande decenniet spelade man i Division II tills man 1994 lyckades kvalificera sig för Division I igen. Vid serieomläggningen 1999, då Allsvenskan blev en egen division, fick Tranås följa med upp i den nya andraligan. Där blev man kvar i fyra säsonger innan flyttades ner till division 1 igen. Där har man spelat sedan dess.
| Säsong    | Division           | Placering | Vårserie                   | Kval/Playoff                                                                              |
| --------- | ------------------ | --------- | -------------------------- | ----------------------------------------------------------------------------------------- |
| 1994/1995 | Division I Södra   | 8         | 7:a i fortsättningsserien  | 2:a i kvalserien till Division I                                                          |
| 1995/1996 | Division I Södra   | 8         | 4:a i fortsättningsserien  |                                                                                           |
| 1996/1997 | Division I Södra   | 10        | 3:a i fortsättningsserien  |                                                                                           |
| 1997/1998 | Division I Södra   | 4         | 3:a i fortsättningsserien  |                                                                                           |
| 1998/1999 | Division I Södra   | 4         | 2:a i fortsättningsseriern | Playoff: Utslagna av Rögle, Serieomläggning: Kvalificerade för nya Allsvenskan            |
| 1999/2000 | Allsvenskan Södra  | 3         | 7:a i Superallsvenskan     |                                                                                           |
| 2000/2001 | Allsvenskan Södra  | 8         | 4:a i vårserien            |                                                                                           |
| 2001/2002 | Allsvenskan Södra  | 9         | 3:a i vårserien            |                                                                                           |
| 2002/2003 | Allsvenskan Södra  | 12        | 7:a i vårserien            | 3:a i kvalserien, nerflyttade                                                             |
| 2003/2004 | Division 1 Södra   | 6         | 4:a i Förkval Södra A      |                                                                                           |
| 2004/2005 | Division 1 Södra   | 6         |                            |                                                                                           |
| 2005/2006 | Division 1F        | 7         |                            |                                                                                           |
| 2006/2007 | Division 1E        | 3         | 4:a i Allettan Östra       |                                                                                           |
| 2007/2008 | Division 1E        | 6         | 1:a i vårserien            | Playoff: Besegrar Karlskrona, utslagna av Örebro                                          |
| 2008/2009 | Division 1E        | 4         | 7:a i Allettan Södra       |                                                                                           |
| 2009/2010 | Division 1E        | 5         | 1:a i vårserien            | Playoff: Utslagna av Olofström                                                            |
| 2010/2011 | Division 1E        | 7         | 1:a i fortsättningsserien  | Playoff: Utslagna av Karlskrona                                                           |
| 2011/2012 | Division 1E        | 6         | 1:a i fortsättningsserien  | Playoff: Utslagna av Kallinge-Ronneby                                                     |
| 2012/2013 | Division 1E        | 6         | 1:a i vårserien            | Playoff: Besegrar Vimmerby, utslagna av Olofström                                         |
| 2013/2014 | Division 1E        | 6         | 2:a i vårserien            |                                                                                           |
| 2014/2015 | Hockeyettan Västra | 2         | 6:a i Allettan Södra       |                                                                                           |
| 2015/2016 | Hockeyettan Västra | 4         | 2:a i Allettan Norra       | Playoff: Besegrar Skövde, utslagna av Visby/Roma                                          |
| 2016/2017 | Hockeyettan Södra  | 6         | 1:a i vårserien            | Playoff: Besegrar Grästorp, utslagna av Väsby                                             |
| 2017/2018 | Hockeyettan Södra  | 6         | 1:a i vårserien            | Förkval: Besegrar Hammarby; Playoff: Besegrar Östersund, utslagna av Kristianstad         |
| 2018/2019 | Hockeyettan Västra | 2         | 3:a i Allettan Södra       | Playoff: Besegrar Visby/Roma och Kallinge-Ronneby 4:a i kvalserien till Hockeyallsvenskan |
| 2019/2020 | Hockeyettan Södra  | 4         | 7:a I Allettan Södra       | Besegrar Piteå och Halmstad, sedan ställs säsongen in                                     |
| 2020/2021 | Hockeyettan Södra  | 7         | 4:a i Vårettan             | 1:a i kvalserien                                                                          |
| 2021/2022 | Hockeyettan Södra  | 8         | 3:a i Vårettan Södra       | Play in: Utslagna av Halmstad                                                             |
| 2022/2023 | Hockeyettan Västra | 4         | 9:a i Allettan Södra       |                                                                                           |

Data till säsongsöversikten ovan är hämtade från Elite Prospects och boken Pucken.